# Opima-Kätzcheneule
Die Opima-Kätzcheneule (Orthosia (Cororthosia) opima) oder Moorheiden-Frühlingseule ist ein Schmetterling (Nachtfalter) aus der Familie der Eulenfalter (Noctuidae).

## Merkmale

### Falter
Die Flügelspannweite der Falter beträgt 34 bis 39 Millimeter. Das Farbspektrum der Vorderflügel reicht von grau oder blaugrau bis zu violettgrau oder braungrau. Der Apex ist relativ spitz ausgebildet. Auffällig ist ein dunkler Mittelschatten. Ring- und Nierenmakel sind oft dünn gelblich umrandet, meist aber wenig hervorgehoben. Die Wellenlinie verläuft von der Costa bis zum Innenrand sehr gerade und ist leicht bräunlich gefärbt. Zeichnungslos graubraun sind die Hinterflügel. Die Fühler der Männchen sind nur leicht sägezahnartig bewimpert.

### Ei, Raupe
Das halbkugelige Ei ist zunächst grünlichgelb gefärbt, später rötlichgelb und zeigt schwach gewellte, genetzte Rippen. Die Raupen haben eine purpurbraune Farbe, mit kleinen weißen Punkten und schmalen, hellen Rücken- und Nebenrückenlinien, schwarzen Seitenstreifen sowie einer gelben Bauchseite.

### Ähnliche Arten
Eine gewisse Ähnlichkeit besteht zur Pappel-Kätzchen-Eule (Orthosia populeti) und zur Variablen Kätzcheneule (Orthosia incerta). Bei diesen beiden Arten ist die Wellenlinie jedoch mit einem Knick am Innenrand der Vorderflügel versehen. Außerdem sind die Vorderflügel mehr gerundet. Zusätzlich zeigen die Fühler bei den Männchen von populeti deutliche Kammzähne.

## Geographische Verbreitung und Lebensraum
Das Vorkommen der Art erstreckt sich von Mittel- und Nordeuropa ostwärts bis nach Innerasien. Im Westen und Norden verläuft die Verbreitungsgrenze von Frankreich über die Britischen Inseln bis ins südliche Fennoskandinavien, im Süden vom Alpensüdrand bis zum Balkan. Im Gebirge fehlt sie in höheren Lagen. Die Opima-Kätzcheneule ist überwiegend in feuchten Lebensräumen heimisch. Dazu zählen Moorheiden, Moorwälder, sumpfige Wiesen und Buschränder.

## Lebensweise
Die Falter sind dämmerungs- und nachtaktiv und besuchen künstliche Lichtquellen sowie seltener Köder. Zur Nahrungsaufnahme bevorzugen sie blühende Weidenkätzchen. Auch ihre sehr frühe Flugzeit verläuft weitestgehend parallel zur Weidenblüte (Salix) und umfasst dementsprechend vorwiegend die Monate März bis Mai. Die Raupen leben im Mai und Juni. Sie ernähren sich von den Blättern verschiedener Pflanzen, beispielsweise von
- Sal-Weide (Salix caprea),
- Thunberg-Berberitze (Berberis thunbergii),
- Buchen (Fagus),
- Eichen (Quercus),
- Pappeln (Populus),
- Schlehdorn (Prunus spinosa),
- Heidelbeeren (Vaccinium)

und anderen. Die Verpuppung erfolgt in einer Erdhöhle, wo auch die Überwinterung erfolgt.

## Gefährdung
Die Opima-Kätzcheneule ist in Deutschland in unterschiedlicher Anzahl anzutreffen, ist gebietsweise selten, so dass sie auf der Roten Liste gefährdeter Arten in Kategorie 3 (gefährdet) eingestuft wird.